# 立藏義明
立藏 義明（たちくら よしあき、1954年3月25日 - ）は、日本の地方公務員。茨城県土木部技監や、茨城県都市局長、茨城県土木部長を務めた。

## 人物・経歴
茨城県出身。1976年京都大学工学部交通土木工学科卒業、茨城県入庁。1990年茨城県総務部県庁舎建設準備局係長。1998年茨城県土木部監理課主任企画員。1999年茨城県土木部主任企画員。2000年茨城県水戸土木事務所道路整備第二課長。2002年茨城県土木部都市局都市計画課長補佐。2004年茨城県土浦土木事務所技佐兼次長兼事業調整課長。2006年茨城県土木部企画監。2008年茨城県土木部都市局公園街路課長。2010年茨城県土木部技監兼土浦土木事務所長。2011年茨城県土浦土木事務所長。2012年茨城県土木部都市局長。2013年茨城県土木部長。趣味は囲碁、ゴルフ、読書。